# Hans Alsér
Hans Edward Alsér, född 23 januari 1942 i Gustav Adolfs församling, Borås, död 15 januari 1977 vid flygolyckan i Kälvesta, var en svensk bordtennisspelare. Efter sin aktiva karriär fortsatte han som förbundskapten för Västtyskland (1971–1974) och för Sverige (1974–1977). Han anses ha varit en av världens skickligaste bordtennisspelare.

## Karriär

### Nationell nivå
Hans Alsér startade sin karriär i Byttorps IF. Han var föreningen trogen under åren 1957 till november 1959. Han blev svensk singelmästare sex gånger. Första gången spelade han för Norrby IF år 1960, när mästerskapet hölls i hans hemstad Borås. Året därpå föll han i finalen mot en annan boråsare, Tony Larsson. Därefter handlade det i stort sett om två spelare på nationell nivå under det fortsatta decenniet, nämligen Hans Alsér och Kjell "Hammaren" Johansson. Om inte Alsér vann, så förlorade han finalen mot Kjell Johansson. Alsér vann 1963, 1965, 1967 - dessa tre år för Leksbergs BTK - 1968 och 1970 för Mariestad BoIS. 1967 blev han även svensk mästare i mixad dubbel tillsammans med Eva Johansson som spelade för Mölndals BTK.

### Internationell nivå[7]
Europamästare blev han två gånger i singel, 1962 och 1970, i dubbel 1966 och i lag fyra gånger mellan 1964 och 1970. Dessutom vann hann 1962 EM-guld i mixeddubbel. Tillsammans med den fyra år yngre Kjell Johansson var han den förste svensk som lyckades bli världsmästare i sporten när de vann guld i dubbel 1967. De försvarade dessutom denna titel 1969.
Alsér förändrade och utvecklade sporten, bland annat med sin uthålliga defensiv och säkra backhandsspel. Den svenska tillverkaren Stiga uppkallade flera racketar efter honom; den mest sålda kallades Alsérgreppet.

## Död
Hans Alsér omkom den 15 januari 1977 då ett av Linjeflygs inhyrda flygplan, Linjeflyg Flight 618, havererade i Kälvesta under inflygningen till Bromma flygplats. Veckan efter skulle han ha fyllt 35 år. Han efterlämnade fru och två barn. Han är begravd på Sankt Sigfrids griftegård i sin hemstad Borås.